# Ghetto de Lunna
| \| Lunna \| Localisation de Lunna sur la carte de la Biélorussie. |
| Lunna                                                             |

Le Ghetto de Lunna (ou Lunna-Volia, biélorusse : Лунна-Воля, Lunno en Russe) est un ghetto juif, emplacement de déportation forcée des juifs du village de Lunna, région de Hrodna (Raïon de Masty), suivant un processus de poursuite et d'anéantissement des juifs, au moment de l'occupation des territoires de la Biélorussie par les forces armées allemandes, pendant la Seconde Guerre mondiale, du 2 octobre 1941 au 1er novembre 1942 et les Einsatzgruppen.

## Occupation de Lunna
À la veille de la guerre, en 1938, 1 671 des 2 522 habitants de Lunna, c'est-à-dire 60 %, étaient juifs,, soit environ 300 familles. Une partie des juifs du bourg avaient réussi, avant l'occupation, à partir en Terre d'Israël, et ailleurs ; certains avaient été mobilisés dans l'armée polonaise du pays ou dans l'Armée rouge ; d'autres avaient été déportés en Union soviétique.
Le samedi 28 juin 1941, le village de Lunna (Lunna-Volia) fut envahi par un détachement de la Wehrmacht (suivant d'autres sources, le 24, ou le 25 juin). Les soldats allemands commencèrent à piller les maisons et à tuer les Juifs dès l'occupation de la ville. Au premier jour, quelques Juifs furent fusillés, sous prétexte d'espionnage pour les soviets. Tout de suite après, l'armée arriva et installa les Einsatzgruppen.

## Avant la constitution du ghetto
En juillet 1941, les Allemands organisèrent, à Lunna, un judenrat (conseil juif). Le président de ce judenrat était Jacob Welbel, qui, précédemment, était le chef de la communauté juive locale. Les Allemands avaient aussi contraint les Juifs à créer une « police juive » (6 à 8 personnes), pour le maintien de l'ordre à l'intérieur du futur ghetto.
Également, avant l'installation du ghetto, déjà durant la première période d'occupation, les allemands obligèrent les Juifs à porter un tissu jaune au bras droit. Un mois plus tard, on changea le bandeau jaune par une étoile juive à 6 branches, sur le cœur et dans le dos, avec la mention « Juif ». Il fut interdit aux Juifs de pratiquer des activités culturelles et éducatives et de se rassembler. Les allemands introduisirent le couvre-feu militaire, de 19 heures à 6 heures. Il était aussi absolument interdit de quitter le bourg, sans une autorisation écrite des forces d'occupation. Les Allemands et la police utilisaient pleinement leur impunité : pillages, pendaisons, exécutions sommaires, pour des fautes légères. Des témoignages ont été conservés, rapportant que le chef militaire de Lunna abattit un Juif dans son bureau,.
À l'arrivée des allemands à Lunna, tous les Juifs de sexe masculin, entre 18 et 60 ans, furent contraints de travailler : construction des routes, de fortifications nouvelles, démonter les avions de guerre russes, produire des matériaux pour des pylônes. Une partie des Juifs fut obligée d'accomplir des travaux agricoles et des réparations dans les maisons des Biélorusses et des Polonais de Lunna et des villages voisins. Pour ces travaux, les Juifs ne touchaient pas de salaire. Seule la direction municipale allemande percevait des petites sommes d'argent. Chaque Juif, occupé aux travaux forcés, n'obtenait qu'un kilo de pain par jour. Il devait vendre ou échanger des vêtements et des outils, pour la nourriture, pour ne pas mourir de faim, à cause de ces travaux aussi durs,.

## Constitution du ghetto
En septembre 1941, avant la fête de Souccot, les nazis imposèrent la création du ghetto pour les juifs d’un hameau de Volia (depuis longtemps il était lié à Lunna, c'est pourquoi on les réunissait habituellement par la toponymie comme étant « Lunno-Volia »). Le 13 octobre 1941 les nazis édictèrent un décret de confiscation de tous les biens mobiliers et immobiliers appartenant aux Juifs. Le 2 novembre 1941 de 12 h à 18 h, tous les Juifs de Lunna durent déménager. Ils étaient autorisés à prendre avec eux seulement ce qu'ils pouvaient porter sur eux ou dans une charrette. Les Juifs de Lunna durent quitter leurs maisons et se rendre dans la maison des Juifs de Volia, à la yechiva ou à la synagogue de Volia. Vers ce ghetto furent aussi amenés les Juifs des villages avoisinants Volia, pratiquement entièrement détruits par les bombardements. Les Allemands rassemblèrent avant la déportation les rouleaux de la Torah et d'autres livres du culte pour les juifs dans les synagogues de Lunna et Volia et y mirent le feu dans la cour de la synagogue à Volia. Les maisons des Juifs à Lunna furent tout de suite occupées par des habitants des environs. Les nazis laissèrent les Juifs de Volia dans leurs maisons, installant chez chacun des familles juives supplémentaires de Lunna. Lors du déménagement il fut permis aux Juifs de prendre avec eux dans le ghetto des objets personnels tels que des lits, des draps, des ustensiles de cuisine et des photos. Le ghetto était situé des deux côtés de la rue principale reliant Volia aux villages voisins. Les Allemands ne voulaient pas fermer cette voie et c'est pourquoi ils clôturèrent les deux parties du ghetto, reliées par un pont en mauvais état par-dessus la route du village, par de grandes barrières en fil de fer barbelé. Sous peine de mort il était interdit aux Juifs de quitter le ghetto sans autorisation. Chaque jour les policiers polonais surveillaient les limites du ghetto, recherchant les points faibles du dispositif de la barrière. Leur antisémitisme devint une des raisons supplémentaire de la grave détérioration de la situation des prisonniers.

## Conditions de vie dans le ghetto

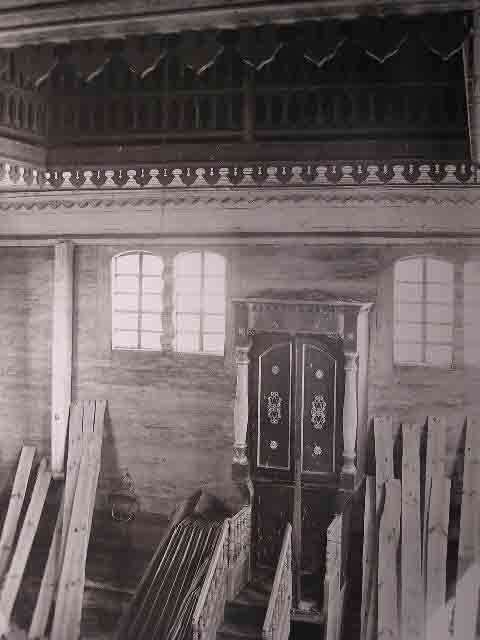
Vue de l'intérieur de l'ancienne synagogue.

Les conditions de vie dans le ghetto de Volia étaient des plus pénibles. Les maisons et les synagogues étaient combles ; chaque prisonnier du ghetto ne disposait pas de plus de trois mètres carrés de surface. Une partie des familles juives était obligée d'occuper des locaux non équipés de moyens de chauffage et à l'arrivée du temps froid plusieurs familles furent obligées de creuser une « tanière ». On connaît aussi ce cas du gel de l'eau à la station du moulin électrique pour cause de refroidissement lorsque les allemands obligèrent quelques juifs, parmi lesquels des femmes et des enfants, malgré le gel, à tirer de l'eau avec des sceaux de la rivière Niémen, située à un kilomètre de la station et cela pendant trois jours pendant la durée de la réparation. Le commandant Skidler maintenait perpétuellement la peur dans le ghetto juif.
Au début aussi longtemps qu’il restait encore aux juifs des objets de valeur, il exigeait constamment du judenrat de lui apporter de l’or, de l’argent, des bouteilles de vin, du café et d’autres valeurs, promettant en échange de ne pas fusiller les membres du judenrat et les autres juifs. Après la création du ghetto, rapidement la situation alimentaire se dégrada. L’entrée de non-juifs dans le ghetto fut interdite et il ne fut plus possible aux Juifs d’acheter de la nourriture qu’en cachette sur la route vers le travail. Un autre risque était alors de ramener cette nourriture au ghetto. Le judenrat réussit à négocier avec les allemands l’autorisation de ramener dans le ghetto une dizaine des vaches confisquées aux Juifs, qu’il fallait nourrir avec des épluchures de pommes de terre. Quelques familles purent aussi cultiver quelques légumes. Un autre problème pour les Juifs du ghetto c’était l’absence de bois pour le chauffage et la préparation de la nourriture. Un jour les forces occupantes réussirent à vendre au judenrat des racines d’arbres que les Juifs furent bien forcés de préparer.

## Destruction du ghetto
Durant l’été 1942, les nazis créèrent un camp de travail forcé correctionnel à côté de Berestovitsa (ru). Près de 150 jeunes hommes juifs de Lunno et des hameaux des environs furent envoyés dans ce camp. En novembre 1942, tous les prisonniers restants et encore en vie furent déportés à Treblinka et tués. Dans la nuit du premier au 2 novembre 1942, tous les habitants du ghetto furent rassemblés en charrettes dans les villages voisins évacués et détenus dans le camp de transit de Kolbassino (à proximité de Grodno) où ces gens moururent rapidement de faim, de froid et de maladie. Le 5 décembre 1942, dans le cadre du programme d’élimination des juifs, les prisonniers du camp de Kolbassino sont transférés dans le camp d’Auschwitz, obligés, la nuit, dans le froid à aller à pied jusqu’à la station de Locono. Les derniers Juifs de Lunna furent tués au plus tard le 5 mars 1943.

## Victimes du ghetto

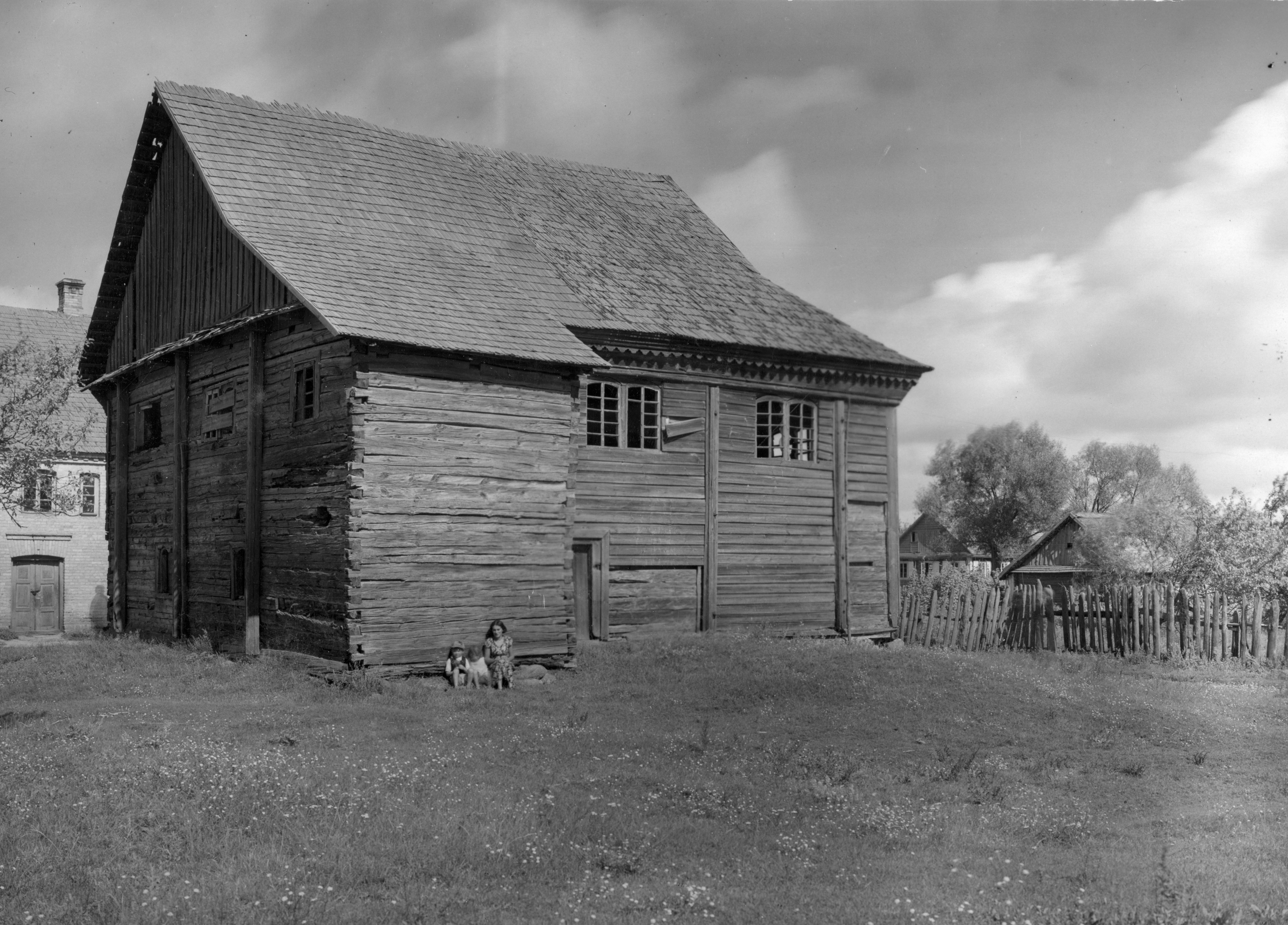
Vieille maison de bois des années 1930.

Suivant les documents d’archives, durant les années de la Seconde Guerre mondiale furent torturés et tués 1 549 Juifs de Lunna-Volia. La grande majorité d’entre eux fut tuée par les allemands à leur arrivée à Auschwitz en décembre 1942. Ceux qui restèrent en vie moururent durant les quelques mois qui suivirent. Ne restèrent en vie que 15 personnes en tout sur la population de ce petit village. Dans les bases de données des victimes de l’Holocauste à l’Institut « Yad Vashem » à Jérusalem, une liste répertorie les noms de 265 victimes juives, habitantes de Lunna, et encore les noms de 74 juifs de Lunna tués à Auschwitz-Birkenau durant l’hiver 1942-1943. Cette liste n’est pas complète mais fragmentaire.

## Mémoire
Salomon Gradovski, habitant de Lunna (ex-membre du judenrat, responsable des raisons médico-sanitaires) réussit à survivre dans le camp de Kolbassino, mourut à Auschwitz, y perdit toute sa famille, mais jusqu’à sa mort, il réussit à écrire les épreuves subies (parmi celles-ci celles du ghetto de Lunna) et à les enfouir dans les cendres à côté du crématorium. Ces écrits furent découverts et publiés. Gradovski fut un des meneurs du soulèvement des prisonniers d’Auschwitz en octobre 1944 et mourut dans la fusillade. En 1951, 1953 et 1957 les descendants des anciens habitants de Lunna amenèrent à Tel-Aviv « en souvenir des habitants de Lunna » les corps des victimes de l’époque de la Catastrophe. En 1952 une réunion eut lieu à New York. En mars 2006 à la réunion des gens originaires de Lunna à Givatayim, il n’y avait plus que 150 personnes en tout en Israël.
Il n’existe aucun monument du souvenir aux victimes juives sur le territoire même du ghetto de Lunna, mais les traces du souvenir se trouvent à l'écart. Ce panneau, érigé en 2005 dans la rue Kirova (anciennement rue Zagoryany) a été écrit en yiddish (bien qu’à première vue on ne montre pas qu’il s’agisse de juifs) « Mémoire éternelle des 1 459 habitants du village de Lunna, aux innocentes victimes du temps de la Grande guerre patriotique », et en juillet 2006 fut construit à côté un tableau commémoratif en pierre. En septembre 2006, en souvenir des victimes de la destruction des juifs par les hitlériens, dans l’ensemble de la région de Grodno (parmi lesquels ceux de Lunno) fut érigée une stèle en Israël dans le cimetière « Kiriat Chaul » à Tel-Aviv.

### Sources
- (ru) Cet article est partiellement ou en totalité issu de l’article de Wikipédia en russe intitulé « Гетто в Лунно » (voir la liste des auteurs).
- (ru) Справочник о местах принудительного содержания гражданского населения на оккупированной территории Беларуси 1941-1944,‎ 2001, 155 p. (ISBN 978-985-6372-19-6 et 985-6372-19-4)
- (ru) Государственный архив Гродненской области, — ф 1, оп. 1, д. 54, лл. 37-38 (archives de l'État pour l'oblast de Grodno)
- (ru) Национальный архив Республики Беларусь (НАРБ). — фонд 845, опись 1, дело 8, лист 31(archives nationales du Belarus)
- (ru) Государственный архив Российской Федерации (ГАРФ). — фонд 7021, опись 86, дело 40, листы 4, 56, 58